# Break (клавиша)
Клавиша Pause/Break (англ. pause «приостанавливать» и англ. break «прерывать») — клавиша, предназначенная для прерывания текущего процесса. На клавиатуре обычно расположена в секции с клавишами Print Screen и Scroll Lock.
BIOS IBM-совместимых компьютеров давал этой клавише двойное назначение. Одиночное нажатие клавиши (Pause) приостанавливало работу компьютера, позволяя вглядеться в прокручивающийся листинг; это было актуально, пока компьютеры были небыстры. Для продолжения работы требовалось нажать любую клавишу. Нажатие вместе с Ctrl (Break) посылало программе сигнал остановки (прерывание 1B16). Реагировать на это прерывание или нет — зависит от программы; как правило, консольные программы по нажатию Ctrl+Break закрывались, программы со сложным интерфейсом никак на нажатие не реагировали.

## Использование Break сегодня
- Исходное значение клавиши — приостановка компьютера — работает только в момент самотеста BIOS и в простейших ОС наподобие DOS.
- А клавиши Ctrl+Break и Ctrl+C работают в большинстве консольных интерфейсов и поныне, мягко прерывая текущий процесс. Программа может установить функцию «подчистки за собой», которая будет выполняться при нажатии этих клавиш.
- Программы автоматического переключения раскладки (Punto Switcher, X Neural Switcher) используют клавишу для перепечатывания введённого текста, так как в графических приложениях клавиша используется редко.
- В операционных системах Windows сочетание клавиш ⊞ Win+Pause вызывает окно свойств системы.
- В некоторых играх используется для постановки игры на паузу.